# Stenotarsus fuscicornis
Stenotarsus fuscicornis là một loài bọ cánh cứng trong họ Endomychidae. Loài này được Gorham miêu tả khoa học năm 1896.